# Tenis na Athénských olympijských mezihrách
Tenis na Athénských olympijských mezihrách 1906 v Athénách měl na programu čtyři soutěže, když se představily mužská dvouhra a čtyřhra, ženská dvouhra a smíšená čtyřhra. Turnaj se hrál v období od 23. do 28. dubna 1906 na otevřených antukových dvorcích Athénského tenisového klubu.
V době konání se jednalo o řádný olympijský turnaj. Mezinárodní olympijský výbor však později celé hry prohlásil za neoficiální, tzv. mezihry, a výsledky z nich včetně tenisu neuznal.

## Olympijský turnaj
Athénský tenisový klub, kde se turnaj odehrál, byl původně založen v roce 1895 pro první obnovené olympijské hry v roce 1896. Antukové dvorce tak v posledním dubnovém týdnu 1906 zažily druhou událost pod pěti olympijskými kruhy.
Světová tenisová špička v Athénách chyběla. Nejlépe postaveným mužským hráčem se stal Francouz Max Décugis, stříbrný deblový medailista z roku 1900, jenž potvrdil svou dominanci a vybojoval tři zlaté kovy. Hostující Řecko dosáhlo nejvyššího počtu – šesti – medailí a pořadí národu vyhrála Francie.
Stříbrné a bronzové medaile v mužské dvouhře a smíšené čtyřhře byly uděleny olympijskou komisí na základě kvality výkonů hráčů proti vítězům a finalistům během všech kol příslušné soutěže. Neuplatnil se tak standardní model předávání medailí vítězům, finalistům a lepšímu z utkání poražených semifinalistů.
Bronzový kov z mužského singlu připadl českému tenistovi Zdeňku Žemlovi, ačkoli v soutěži nevyhrál žádný zápas. Po volném losu odebral ve druhém kole set pozdějšímu finalistovi a stříbrnému medailistovi Maurici Germotovi z Francie, což bylo ohodnoceno jako třetí nejkvalitnější výkon turnaje.
Ve smíšené čtyřhře si stříbro odvezl řecký pár Sophia Marinouová a Georgios Simiriotis, když dokázal v semifinále uhrát devět gamů na vítěznou francouzskou dvojici manželů Maxe a Marie Decugisových. Poražení finalisté Sophia Marinouová s Georgiem Simiriotisem získali bronz.
Nejmladším účastníkem olympijského turnaje se stal, ve věku 17 let a 310 dní, Nizozemec Guus Kessler. Naopak nejstarším hráčem byl ve věku 33 let a 195 dní Řek Dimitrios Kasdaglis.

## Přehled medailí

### Medailisté
| Soutěž          | Zlato                                          | Stříbro                                               | Bronz                                              |
| Mužská dvouhra  | Max Decugis · Francie (FRA)                    | Maurice Germot · Francie (FRA)                        | Zdeněk Žemla · Čechy (BOH)                         |
| Ženská dvouhra  | Esmee Simiriotisová · Řecko (GRE)              | Sophia Marinouová · Řecko (GRE)                       | Euphrosine Paspatiová · Řecko (GRE)                |
| Mužská čtyřhra  | Max Decugis · Maurice Germot · Francie (FRA)   | Ioannis Ballis · Xenophon Kasdaglis · Řecko (GRE)     | Ladislav Žemla · Zdeněk Žemla · Čechy (BOH)        |
| Smíšená čtyřhra | Marie Decugisová · Max Decugis · Francie (FRA) | Sophia Marinouová · Georgios Simiriotis · Řecko (GRE) | Aspasia Matsová · Xenophon Kasdaglis · Řecko (GRE) |

### Pořadí národů
| Pořadí  | Země          | Zlato | Stříbro | Bronz | Celkově |
| 1.      | Francie (FRA) | 3     | 1       | 0     | 4       |
| 2.      | Řecko (GRE)   | 1     | 3       | 2     | 6       |
| 3.      | Čechy (BOH)   | 0     | 0       | 2     | 2       |
| Celkově | Celkově       | 4     | 4       | 4     | 12      |